# Ōno (Fukui)
Ōno (大野市 Ono-shi?) es una ciudad situada en el suroeste de la prefectura de Fukui, Japón. 
A partir de abril de 2012, la ciudad tiene una población estimada de 36 890 y una densidad de población de 42 personas por km². La superficie total es de 872,30km².